# Muneville-le-Bingard
Muneville-le-Bingard és un municipi francès situat al departament de la Manche i a la regió de Normandia. L'any 2007 tenia 641 habitants.

## Demografia

### Població
El 2007 la població de fet de Muneville-le-Bingard era de 641 persones. Hi havia 252 famílies de les quals 66 eren unipersonals (4 homes vivint sols i 62 dones vivint soles), 91 parelles sense fills, 83 parelles amb fills i 12 famílies monoparentals amb fills.
La població ha evolucionat segons el següent gràfic:
Habitants censats

### Habitatges
El 2007 hi havia 337 habitatges, 266 eren l'habitatge principal de la família, 46 eren segones residències i 26 estaven desocupats. 333 eren cases i 2 eren apartaments. Dels 266 habitatges principals, 209 estaven ocupats pels seus propietaris, 54 estaven llogats i ocupats pels llogaters i 3 estaven cedits a títol gratuït; 7 tenien dues cambres, 39 en tenien tres, 91 en tenien quatre i 128 en tenien cinc o més. 206 habitatges disposaven pel capbaix d'una plaça de pàrquing. A 118 habitatges hi havia un automòbil i a 123 n'hi havia dos o més.

### Piràmide de població
La piràmide de població per edats i sexe el 2009 era:
| Homes | Edats   | Dones |
| ----- | ------- | ----- |
| 0     | 95 o +  | 0     |
| 0     | 90 a 94 | 4     |
| 4     | 85 a 89 | 4     |
| 4     | 80 a 84 | 0     |
| 20    | 75 a 79 | 36    |
| 12    | 70 a 74 | 8     |
| 24    | 65 a 69 | 28    |
| 20    | 60 a 64 | 12    |
| 16    | 55 a 59 | 20    |
| 8     | 50 a 54 | 12    |
| 32    | 45 a 49 | 12    |
| 8     | 40 a 44 | 16    |
| 8     | 35 a 39 | 8     |
| 24    | 30 a 34 | 16    |
| 16    | 25 a 29 | 28    |
| 0     | 20 a 24 | 12    |
| 8     | 15 a 19 | 12    |
| 16    | 10 a 14 | 12    |
| 28    | 5 a 9   | 8     |
| 28    | 0 a 4   | 8     |

## Economia
El 2007 la població en edat de treballar era de 354 persones, 264 eren actives i 90 eren inactives. De les 264 persones actives 243 estaven ocupades (126 homes i 117 dones) i 21 estaven aturades (8 homes i 13 dones). De les 90 persones inactives 38 estaven jubilades, 22 estaven estudiant i 30 estaven classificades com a «altres inactius».

### Ingressos
El 2009 a Muneville-le-Bingard hi havia 264 unitats fiscals que integraven 680 persones, la mediana anual d'ingressos fiscals per persona era de 14.279 €.

### Activitats econòmiques
Dels 21 establiments que hi havia el 2007, 1 era d'una empresa extractiva, 1 d'una empresa alimentària, 2 d'empreses de fabricació d'altres productes industrials, 9 d'empreses de construcció, 3 d'empreses de comerç i reparació d'automòbils, 1 d'una empresa d'hostatgeria i restauració, 2 d'entitats de l'administració pública i 2 d'empreses classificades com a «altres activitats de serveis».
Dels 10 establiments de servei als particulars que hi havia el 2009, 2 eren paletes, 3 fusteries, 2 lampisteries, 1 electricista i 2 perruqueries.
Dels 2 establiments comercials que hi havia el 2009, 1 era una botiga de més de 120 m² i 1 una botiga de menys de 120 m².
L'any 2000 a Muneville-le-Bingard hi havia 43 explotacions agrícoles que ocupaven un total de 846 hectàrees.

## Equipaments sanitaris i escolars
El 2009 hi havia una escola elemental integrada dins d'un grup escolar amb les comunes properes formant una escola dispersa.

## Poblacions més properes
El següent diagrama mostra les poblacions més properes.